# Abafi
Az Abafi Jósika Miklós történelmi regénye, legismertebb és legsikerültebbnek tartott alkotása. Először 1836-ban jelent meg Pesten, két kötetben, Heckenast Gusztáv kiadásában, Füskúti Landerer Lajos betűivel.
Jósika Miklós első regénye valójában a Zólyomi; azzal előbb készült el, barátai tanácsára mégis az Abafit adta ki először. Az irodalomtörténet a magyar történelmi regény úttörőjeként, meghatározó műveként tartja számon. Meséje a 16. század végének Erdélyébe vezeti az olvasót.

## Történet
|  | Alább a cselekmény részletei következnek! |

A regény hőse, Abafi Olivér előkelő származású erdélyi ifjú, haszontalan szórakozással tölti idejét. Egyik átmulatott éjszakája után kótyagosan lovagol, amikor egy eltévedt gyermeket talál. Lovára ülteti és visszaviszi anyjához. Izidóra, Deli Markó rablóvezér leánya örök életére hálás lesz gyermeke megmentéséért. Később mindenütt megvédi Abafit a fenyegető veszedelmektől és közben hálája szerelemmé alakul át.
A hála kifejezése és a jótett tudata felkelti Abafi jobbik énjét: elhatározza, hogy uralkodni fog szenvedélyein, és lassanként valóban megjavul. Ennek jele, hogy egy gyűlésen elítéli Báthory Zsigmond zsarnoki vérengzéseit. Abafi mindenütt dicsőséget arat: országgyűlésen, lovagi tornán, párbajban, háborúban, de leginkább a társaságban. Izidórán kívül megszereti őt Gyulafi boldogtalan huszonhét éves özvegye, Mikola Margit, és annak unokahúga, a tizenöt éves Csáky Gizella is.
A fiatal leány titkolja érzelmeit. Egy éjjel erkélyéről észreveszi, hogy az arra járó Abafit három orgyilkos támadja meg, de a nyomában járó Izidóra megmenti. Gizella elájul és lázálmában elárulja szerelmét. Gyulafiné leküzdi érzelmeit és lemondásra határozza el magát. Unokahúga szerelméről vallomást tesz a fejedelemasszonynak, Mária Krisztiernának és pártfogását kéri.
Abafi vonzalmat, majd pedig szerelmet érez a fejedelemasszony iránt, a lovagi tornán magára is vonja a figyelmét. A törökök elleni háborúban kitűnik vitézségével és ezzel Báthory Zsigmond fejedelem jóindulatát is elnyeri. A harcban Deli Markó is részt vesz rabló seregével. Leányát, a férfiruhába öltözött Izidórát egy Abafira kilőtt nyíl halálra sebzi egy csata után Abafi sátrában. A nyilat Izidóra régi szerelme, a korábban Abafit lesből megtámadó három orgyilkos egyike, Deli Markó legrégibb bajtársa, Dandár lőtte ki. Abafi a haldokló Izidóra gyermekét fiává fogadja, akiről később kiderül, hogy Gyulafiné kicserélt gyermeke volt.
Mária Krisztierna magához rendeli Abafit és némi mesterkedéssel rábírja, hogy fogadja el az őt szerető fiatal leány kezét. A férfi engedelmeskedik, Csáky Gizella Abafi boldog felesége lesz, egy idő után pedig Abafi is szerelmes lesz a feleségébe.
|  | Itt a vége a cselekmény részletezésének! |

## Jellemzése
Az Abafi a történelmi regénynek ahhoz a fajtájához tartozik, melyben a főhős és a történet nagyobb része költött, csak a keretül szolgáló kor és néhány mellékszereplő része a történelmi valóságnak. Meséje gördülékeny, érdekes, változatos; sok benne a romantikus elem (Izidóra szerelme, az orgyilkossági jelenet, gyermekcsere); a kompozíció egységét végig az események középpontjában tartott főhős alakja biztosítja. 
Jósika az előszóban lélekrajznak nevezte művét, melynek célja, hogy bemutassa: „erős akarattal minden aljast le lehet győzni, hogy a tökély útja nehéz, számtalan visszaesések vannak a megszokott rosszra, de végre lelki erő diadalt nyer, ha tud akarni.”
A „lelki erő diadala” a főhős útja is, bár Abafi megjavulásának lelki folyamatát az író csak jelzi, érzékletesen nem ábrázolja. A női szereplők közül leginkább Gyulafiné az akaraterő példája. Hasonló lovagias színben tűnik fel Csáky Gizella és a fejedelemasszony előkelő személye is.
A szerző erkölcsi nemesítő szándékában, de egyebekben is Walter Scott példáját követte, ezt maga is jelezte két első fejezetének Scott-idézetével. A történelmi hűségre törekvés, a nemzeti múlt iránti fokozott érdeklődés, a Skóciára sokban emlékeztető Erdély helyszínei, a sok aprólékos leírás mind Scott hatására, az Abafi esetében főként Waverley című regényére vezethetők vissza.
Jósika Miklós fellépése előtt prózaíróink alig törődtek a környezet, a tárgyak gondos leírásával, többnyire mellőzték a mozgalmasabb jeleneteket. Az Abafiban a vadregényes erdélyi tájak, az épületek és várak, a ruházat, a fegyverek részletező leírását, az epizódok aprólékos kidolgozását kapjuk. Nyilvánvaló az író tudatos törekvése, hogy érdekesen bonyolítsa elbeszélését, jó jellem- és korrajzot adjon. Művéhez írt toldalékában ki is fejtette ez irányú regényírói elveit.

## Fogadtatása, jelentősége
A regényt az egykorú kritika és az olvasóközönség elragadtatással fogadta, a Magyar Tudományos Akadémia dicséretben részesítette. Nagy sikere Gaal József Szirmay Ilona című, kevéssel előbb megjelent regényét is árnyékba borította.
A könyvet 1839-ben adták ki másodszor. Németül Gustav Steinacker fordításában megjelent Lipcsében (1838), majd Klein Hermann fordításában Pesten (1839).
Első megjelenésekor az Abafit Szontagh Gusztáv mutatta be a Figyelmező című lap olvasóinak. Így kezdte ismertetőjét: „Uraim, le a’ kalapokkal! Egy művet van szerencsém bemutatnom, melly körében elsőrendű, legjobb mióta e’ nyelv zeng; illő, hogy azt tisztelettel fogadjuk…” A bevezető Le a kalapokkal! azóta szállóige lett.
Az Abafi hatását jól érzékeltetik Jókai emlékbeszédében (1869) elhangzott szavai: „Egy egész új világ tárult Jósika művében elém. Nemzeti alakok, ahogy valóban élniök, szólniok, tenniök kellett; ős típusai a régi magyar sajátságoknak, úgy odaállítva nemcsak viseletökben, alakjaikban, arcvonásaikban, de lelkök következetes eszmejáratában, tetteik indokaiban, végzetök teljesülésében, hogy mindenkinek azt kelle mondani: ezek valóban a mieink…”
Jósika regényírói stílusa a múlté; az elbeszélő stílus és az irodalmi ízlés már életében túlhaladta, jelentőségét azonban a maga korához kell mérni. Abafiját tartja az irodalomtörténet az első igazi magyar történelmi regénynek.